# Eccica-Suarella
Eccica-Suarella (in corso Eccica è Suaredda) è un comune francese di 998 abitanti situato nel dipartimento della Corsica del Sud nella regione della Corsica.

## Società

### Evoluzione demografica
Abitanti censiti